# Paul de Pidoll
Paul de Pidoll, de son vrai nom Paul Franz Karl Freiherr von Pidoll (3 avril 1882  Luxembourg – 6 décembre 1954 Biscarrosse), est un peintre, aquarelliste, xylographe et illustrateur de livres.
Il fut un élève de Fernand Sabatté et exposa au Salon des artistes français en 1929.

## Ouvrages illustrés
- Hermann Sudermann : Le Chemin des chats
- Rémy de Gourmont : Le Chemin de velours
- Charles Baudelaire : Le Spleen de Paris
- Paul Reboux : Le Phare
- Jérôme Doucet : La Grande Douleur des sept artistes
- Georges Roth : La Geste de Cûchulainn, le héros de l'Ulster, d'après les anciens textes irlandais, ornementation

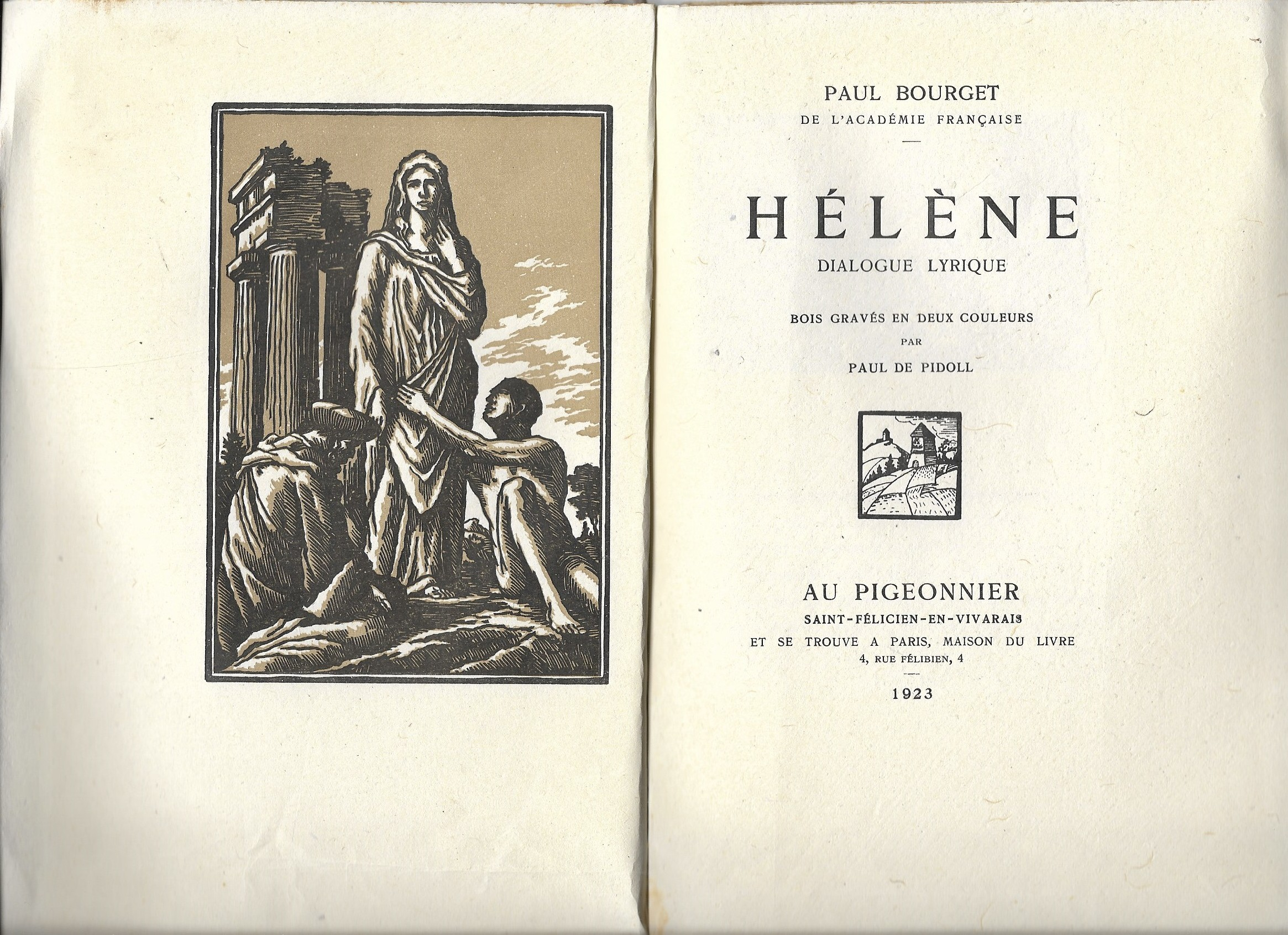
Hélène, dialogue lyrique, 1923.

- Paul Bourget : Héléne, 1923